# Isa, Kagoshima
Isa (伊佐市 -shi) là một thành phố thuộc tỉnh Kagoshima, Nhật Bản.